# سيدي علال التازي (سيدي علال التازي)
سيدي علال التازي هي إحدى مشيخات المملكة المغربية، تتبع جغرافيا لإقليم القنيطرة وإداريًا لسيدي علال التازي. يقدر عدد سكانها بـ 6738 نسمة حسب الإحصاء الرسمي للسكان والسكنى لسنة 2004.